# Modelo de ganado en arcilla de El Amra
El modelo de ganado en arcilla de El Amra es una pequeña escultura de cerámica que se remonta al período Naqada I, predinástico en el Antiguo Egipto alrededor del año 3500 a. C. Es uno de los diversos modelos que se encontraron en tumbas de El Amra en Egipto, y actualmente se encuentra en el Museo Británico de Londres. El modelo tiene (en el punto máximo) 8,2 centímetros de alto, 24,2 cm de largo y 15,3 cm de ancho. El modelo fue elaborado con arcilla, y puesto al fuego a baja temperatura antes de pintarla, sin embargo la mayor parte de la pintura se ha perdido. 
El Amra muestra cuatro bóvidos puestos en fila, representados con marcas blancas y negras, con los cuernos hacia dentro y hacia abajo. La cabeza de una de las vacas falta, lo mismo que algunas partes de los cuernos. Este modelo se colocó en una tumba, presumiblemente para representar una fuente de comida disponible para el muerto en la vida posterior a la muerte. En esta etapa tan temprana de la domesticación el ganado egipcio probablemente se usó principalmente como fuente de sangre más que como carne o para obtener productos lácteos. Sobreviven restos de lino en el modelo, lo que sugiere que o bien se colocaron en la tumba debajo de una tela, o estaba totalmente envuelta en una.
El Fondo de exploración de Egipto donó el modelo al Museo Británico en 1901 y se conservó en 1993 antes de ser mostrado en la Galería remodelada del Egipto Primitivo (Sala 64).
En 2010 el modelo fue incluido como el octavo objeto en la serie Una historia del mundo en cien objetos (A History of the World in 100 Objects) por el director del Museo Británico Neil MacGregor, retransmitido por la BBC Radio 4.